# Front Mission: Gun Hazard
Front Mission: Gun Hazard (フロントミッションシリーズ ガンハザード) est un jeu vidéo de type run and gun développé par Omiya Soft et édité par SquareSoft en 1996 sur Super Famicom, uniquement au Japon.